# Петренко, Игорь Анатольевич
Игорь Анатольевич Петренко (бел. Ігар Анатольевіч Пятрэнка; 8 декабря 1967, Лисичанск, Луганская область, Украинская ССР, СССР) — советский и белорусский борец греко-римского стиля, призёр чемпионатов Европы, участник Олимпийских игр 1996 года в Атланте и Олимпийских игр 2000 года в Сиднее.

## Спортивная карьера
Родился в Луганской области Украинской ССР. Отец — по национальности украинец, мать — белоруска. В возрасте восьми лет переехал с матерью в Белоруссию, в город Жлобин. Борьбой стал заниматься с 1980 года. После первых успехов парня забрали в Гомель, в «Динамо», где он тренировался под руководством тренера  Валерия Дерунова.
В 1986 году в составе сборной Советского Союза стал чемпионом молодёжного первенства Европы.
В июле 1996 года на Олимпийских играх в Атланте на стадии 1/16 финала уступил поляку Влодзимежу Завадскому, затем в первой утешительной схватке одолел Арутика Рубеняна из Греции, далее уступил иранцу Ахаду Пазаю и занял итоговое 13 место.
В сентябре 2000 года на Олимпийских играх в Сиднее на групповой стадии провёл две схватки, сначала одолел армянина Карена Мнацаканяна, затем уступил американцу Джиму Грюнвальду, в итоге занял 13 место.
После завершения карьеры борец перешел на тренерскую работу. В 2002 году полгода возглавлял сборную команду Израиля по греко-римской борьбе. Затем вернулся в Белоруссию. Среди его воспитанников — Вячеслав Макаренко, Алим Селимов, Тимофей Дейниченко, Джавид Гамзатов. В ноябре 2014 стал главным тренером сборной команды Белоруссии по греко-римской борьбе. В 2016 году присвоенно звание заслуженного тренера Республики Беларусь.

## Спортивные результаты
- Чемпионат Европы по борьбе среди молодежи 1986 — ;
- Чемпионат Европы по борьбе 1994 — ;
- Чемпионат Европы по борьбе 1995 — ;
- Олимпийские игры 1996 — 13;
- Чемпионат Европы по борьбе 1998 — ;
- Олимпийские игры 2000 — 13;